# Biokorrosion
Die Biokorrosion (auch biotische Verwitterung oder mikrobielle Korrosion) ist eine Form der Korrosion, die durch Mikroorganismen, Pilze, Flechten oder andere Lebewesen verursacht wird.
Je nach Art der ablaufenden Vorgänge werden physikalisch-chemische Prozesse als Biofouling (siehe dazu auch Fouling von Kühlwasser) und rein chemische Prozesse als Biokorrosion unterschieden.

## Definition
Mit Biokorrosion bezeichnet man die durch Aktivitäten von Lebewesen bewirkte Veränderung von Stoffen, die zu deren Zerstörung oder zur Beschädigung von damit verbundenen oder daraus bestehenden Gegenständen führen. Beispiele: Zersetzung von Stoffen durch biotisch gebildete Säuren oder Salze (chemische Biokorrosion); mechanische Biokorrosion durch Mehrzeller, vor allem durch pflanzliche Wurzelsprengung. Chemische und mechanische Biokorrosion können gemeinsam auftreten, beispielsweise bei einer Anreicherung biotisch gebildeter Salze in Baustoffen wie Beton, die zur Auflösung von Beton und Abplatzen bei Frost führen. Im engeren Sinn bezeichnet Biokorrosion nur die durch biotische Aktivitäten bewirkte Auflösung von Metallen.
Angriffsmechanismen wären:
1. Angriff durch Säurehydrolyse von Werkstoffen durch Mineralsäuren (Schwefelsäure, Salpetersäure, Kohlensäure)
2. Angriff durch Säurehydrolyse von Werkstoffen durch organische Säuren wie Essigsäure, Zitronensäure, Oxalsäure, Gluconsäure, Ameisensäure, Aminosäuren mit Chelatisierung von Metallionen.
3. Salzstreß durch Reaktionsprodukte von 1) und 2) mit „treibender“ Volumenvergrößerung (Bindung von Kristallwasser, Erhöhung des Wassergehaltes, Umkristallisationen) und (Frost)Sprengwirkung sowie Metallkorrosion durch Bildung lokaler Spannungselemente
4. Einwirkung von Schadstoffen wie Schwefelwasserstoff, Stickoxide und mikrobieller Abbau samt Säurebildung oder  Metallkorrosion mit Ausfällung von Metallsulfiden.
5. Füllen und Verstopfen von Porenraum.
6. Angriff durch Enzyme mit Spaltung unlöslicher organischer Makromoleküle wie Cellulose in kleine, wasserlösliche Bruchstücke wie Glucose
7. Ausscheidung von Stoffwechselzwischenprodukten, die die Wasserlöslichkeit hydrophober Substanzen erhöhen.

## Pflanzen
Von Pflanzenwurzeln werden organische Säuren abgesondert, die säureempfindliche Stoffe angreifen können, zum Beispiel unedle Metalle oder Beton. Von Pflanzenwurzeln abgesonderte Säuren (beispielsweise Kohlensäure und andere Carbonsäuren) greifen Minerale an. Wurzeln können Gestein mechanisch zerstören durch den Druck, den sie beim Wachstum auf die Umgebung ausüben.

## Tiere
Bei Tieren ist vor allem die chemische Biokorrosion durch Urin beschrieben. Der Harn ist leicht sauer und enthält verschiedene polare Stoffe wie Harnsäure, Harnstoff, Ammoniak und Salze, welche sich beim Eintrocknen oder Einziehen im Material anreichern und es chemisch verändern oder Nährstoffe für Organismen bieten.

## Prokaryoten
Die Biokorrosion durch Prokaryoten (Bakterien und Archaeen) ist im Wesentlichen chemisch. Abhängig von der Einbeziehung von Sauerstoff unterscheidet man aerobe (Einbeziehung von O2) und anaerobe (ohne O2) Biokorrosion.
Beim mikrobiellen Abbau von organischen Stoffen entstehen oft Säuren, die zersetzend wirken, beispielsweise Kohlensäure, Huminsäuren, beim anaeroben Abbau auch organische Säuren wie Citronensäure, Milchsäure und Weinsäure. Durch mikrobielle Oxidationen können auch starke anorganische Säuren gebildet werden, beispielsweise Salpetersäure und Schwefelsäure. Durch mikrobielle Oxidationen und Reduktionen kann es zur Auflösung von Mineralen kommen. Die Bildung eines Biofilms kann die Biokorrosion verstärken, weil ein Biofilm das mechanische Abspülen der Säuren vom besiedelten Material verhindert.
Beispiele für aerobe prokaryotische Biokorrosion sind die Korrosion durch die Bildung von Schwefelsäure infolge der Oxidation anorganischer Schwefelverbindungen (beispielsweise vom Bakterium Acidithiobacillus und von dem Archaeon Sulfolobus) und die Salpetersäure-Bildung bei der Ammoniakoxidation durch nitrifizierende Bakterien.
Anaerobe bakterielle Biokorrosion findet in einem Milieu ohne Sauerstoff statt. Viele organotrophe Bakterien bilden unter anoxischen Bedingungen korrodierende Säuren (Kohlensäure, organische Säuren). Anaerobe mikrobielle Biokorrosion kann auch durch chemolithoautotrophe Bakterien verursacht werden. In Stahltanks mit Erdölprodukten kann unter anoxischen Bedingungen eine bakterielle Oxidation von molekularem Wasserstoff mit Sulfat als Oxidans zur Biokorrosion (Dieselpest) führen.